# Col de Quartau
Le col de Quartau est un col de montagne pédestre des Pyrénées s'élevant à 2 504 mètres d'altitude dans le Louron, dans le département français des Hautes-Pyrénées en Occitanie.
Il relie le vallon d'Aygues Tortes à l’ouest, au vallon des Gourgs Blancs à l’est.

## Géographie
Le col de de Quartau est situé entre le pic de Quartau (2 543 m) au nord-ouest et le pic de Lègnes (2 546 m) au sud-est. Il surplombe au sud le lac de Pouchergues (2 102 m) et au nord le lac de Caillauas (2 158 m).

## Protection environnementale
Le col fait partie d'une zone naturelle protégée, classée ZNIEFF de type 2 : vallée du Louron.

## Voies d'accès
Pour atteindre le col par le versant nord, au départ du Pont de Prat à la centrale hydro-électrique de Tramezaygues, il faut traverser les gorges de Clarabide par un chemin très escarpé jusqu'à la construction d'un chemin plus sûr construit par les Ponts et Chaussées, et rejoindre le refuge de la Soula. De là prendre le sentier le long du ruisseau de Caillauas jusqu'au lac de Caillauas au pied du col.